# Bundesversammlung (Deutschland)

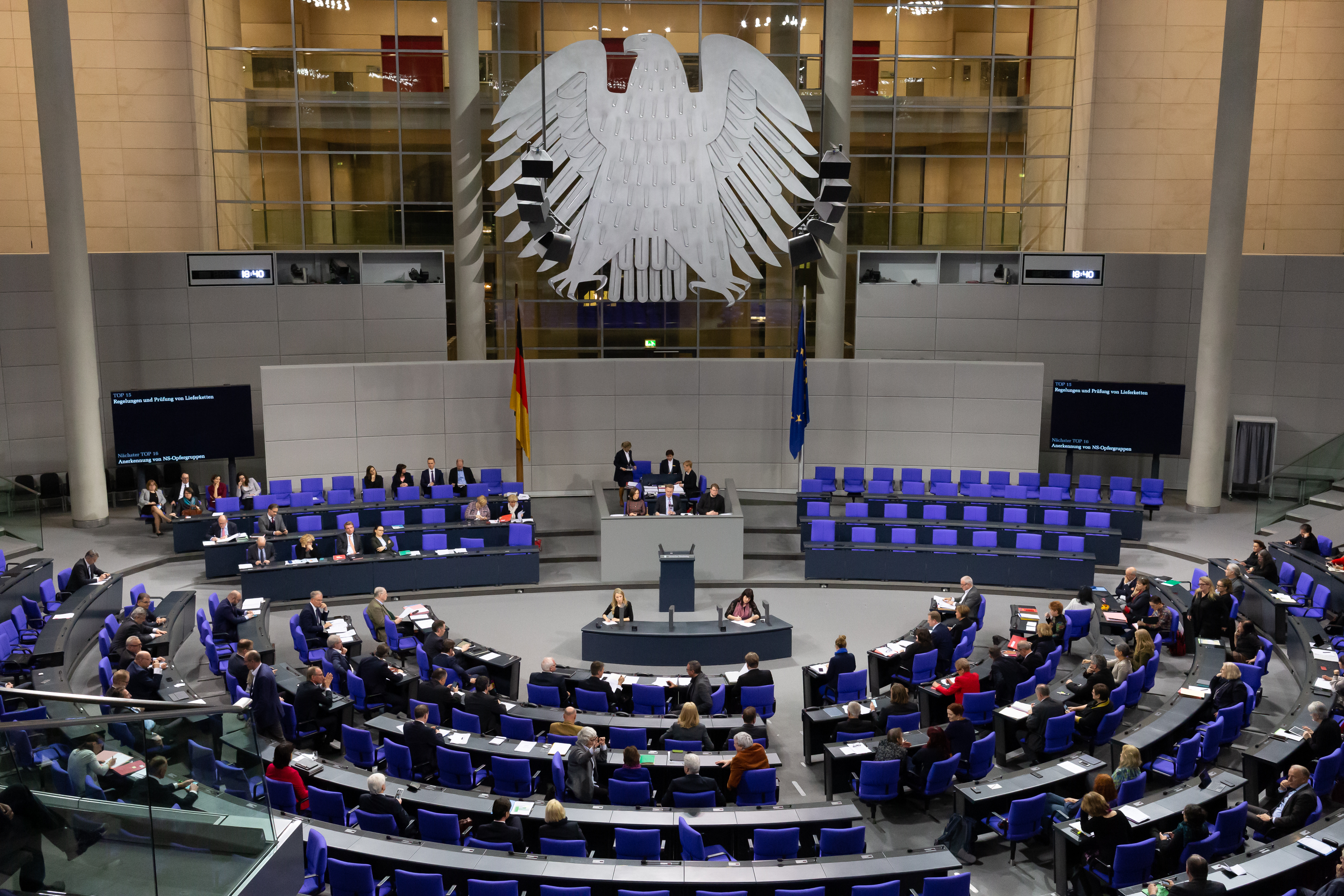
Plenarsaal im Reichstagsgebäude

Die Bundesversammlung ist ein nichtständiges Verfassungsorgan der Bundesrepublik Deutschland, dessen einzige Aufgabe in der Wahl des Bundespräsidenten besteht. Sie setzt sich zusammen aus allen Mitgliedern des Deutschen Bundestages und ebenso vielen von den Volksvertretungen der deutschen Länder gewählten Wahlleuten.
Rechtsgrundlage sind Art. 54 Grundgesetz und das Gesetz über die Wahl des Bundespräsidenten durch die Bundesversammlung.

## Mitglieder der Bundesversammlung
Die Bundesversammlung besteht aus den Mitgliedern des Deutschen Bundestages (als sogenannte Mitglieder von Amts wegen) und einer gleichen Zahl von Mitgliedern, die von den Volksvertretungen der Länder (Landtage, Abgeordnetenhaus von Berlin, Hamburgische und Bremische Bürgerschaft) gewählt werden. Die Bundesversammlung ist damit die größte parlamentarische Versammlung der Bundesrepublik Deutschland.
Wie viele Mitglieder die jeweilige Volksvertretung in die Bundesversammlung entsendet, hängt von der Bevölkerungszahl des jeweiligen Landes ab, wobei nur Einwohner mit deutscher Staatsbürgerschaft berücksichtigt werden. Die Bundesregierung gibt die Anzahl der von den einzelnen Landtagen zur Bundesversammlung zu entsendenden Mitglieder im Bundesgesetzblatt bekannt (§ 2 Abs. 1 Satz 4 BPräsWahlG). Das genaue Sitzzuteilungsverfahren ist nicht durch das Gesetz festgelegt; für 2009 lässt das Ergebnis jedoch recht eindeutig auf das Hare/Niemeyer-Verfahren schließen. 2010 und 2012 ergaben Hare/Niemeyer- und das mittlerweile bei Bundestagswahlen geltende Sainte-Laguë-Verfahren – das 2009 schon gesetzlich verankert war, aber noch nicht angewendet wurde – mit den in Frage kommenden Bevölkerungsdaten eine identische Verteilung.
Die auf ein Land entfallenden Mitglieder werden vom jeweiligen Landesparlament per Verhältniswahl aus den Vorschlagslisten – entsprechend den für sie abgegebenen Stimmenzahlen – nach dem D’Hondt-Verfahren bestimmt (Art. 54 Abs. 3 GG i. V. m. § 4 Abs. 3 S. 1 BPräsWahlG). Bei der Aufstellung der Vorschlagslisten und bei der Wahl kommt die Geschäftsordnung des jeweiligen Landtags zur Anwendung; durch Bundesgesetz ist jedoch geregelt, dass jeder Abgeordnete eine Stimme hat, dass die Listen geschlossen sind und dass im Fall gleicher Ansprüche auf die letzten Sitze nach D’Hondt durch den Landtagspräsidenten gelost wird.
Mehrere Landesparlamente (zur 16. Bundesversammlung im Jahr 2017 waren es fünf von 16) stellen nur eine einzige, gemeinsame Vorschlagsliste auf, in der zumeist Kandidaten gemäß dem Ergebnis enthalten sind, das sich bei Wahl streng nach Fraktionszugehörigkeit ergeben würde. Damit wird dieses Ergebnis auch dann gesichert, wenn nicht alle Abgeordneten anwesend sind oder abweichend stimmen würden. An sich gilt ein solcher Wahlmodus als korrekt. Jedoch wird in der Praxis ein Konstrukt verwendet, das sich allenfalls bei den zu besetzenden Plätzen als Liste auffassen lässt, während Plätze für eventuelle Nachrücker fraktionsgebunden vergeben werden. Dies wurde von mehreren namhaften Staatsrechtlern beanstandet und führte neben weiteren Streitpunkten nach den Bundesversammlungen 2009 und 2010 zu Organstreitverfahren vor dem Bundesverfassungsgericht. Mit Urteil vom 10. Juni 2014 entschied das Bundesverfassungsgericht, dass der Antragsteller zu einer Klage, mit der die Feststellung der Fehlerhaftigkeit der Wahl der Delegierten in den Volksvertretungen der Länder begehrt wird, nicht antragsbefugt ist. Eine Entscheidung in der Sache ist damit nicht erfolgt.
Zur Bundesversammlung ist wählbar, wer zum Bundestag wählbar ist. Die zur Bundesversammlung entsandten Vertreter müssen keine Mitglieder der Volksvertretungen sein; regelmäßig werden neben Abgeordneten der Landesparlamente auch ehemalige Politiker sowie Prominente, Sportler und Künstler gewählt. Die Mitglieder der Bundesversammlung sind an Aufträge und Weisungen nicht gebunden, § 7 Satz 3 BPräsWahlG.
Nach dem Beschluss des Bundesverfassungsgerichts vom 26. Februar 1998 galt eine Regelung im Bundeswahlrecht, die sich auch auf die Mitgliederzahl der Bundesversammlungen auswirken konnte. Schied ein Bundestagsabgeordneter, der per Überhangmandat in den Bundestag eingezogen war, nach Feststellung der Anzahl der Ländervertreter in der Bundesversammlung aus, so blieb dieser Platz unbesetzt, da es für Überhangmandate keine Nachrücker gab. Dadurch konnte es passieren, dass die Zahl der Ländervertreter größer war als die der Bundestagsabgeordneten. Dies war bei der 12. Bundesversammlung im Jahr 2004 der Fall. Seit 2011 Ausgleichsmandate eingeführt wurden, gilt das nur noch für nicht ausgeglichene Überhangmandate.

### Immunität
Die Mitglieder der Bundesversammlung genießen von dem Zeitpunkt, in dem sie ihre Wahl annehmen, bis zum Ende des Zusammentritts der Bundesversammlung Immunität, Indemnität und Kündigungsschutz (§ 7 Satz 1 BPräsWahlG). Über die Aufhebung der Immunität entscheidet der Immunitätsausschuss des Deutschen Bundestages (§ 7 Satz 2 BPräsWahlG). Am 12. Juli 2007 ist diese Zuständigkeitsregelung, der bisherigen Praxis entsprechend, in das Gesetz über die Wahl des Bundespräsidenten durch die Bundesversammlung eingefügt worden.
Am 2. April 2004 erfolgte die Aufhebung der Immunität von Peter Strieder (gewählt vom Abgeordnetenhaus von Berlin), am 29. April 2004 die von Walter Döring (gewählt vom Landtag von Baden-Württemberg).

### Aufwandsentschädigung und Reisekosten
Bei der Bundesversammlung 2022 erhielt jede dem Gremium angehörende Person, welche über die Landtage in die Versammlung gewählt wurde, eine Aufwandsentschädigung pro Tag in Höhe von 75 Euro.
Des Weiteren werden bei Mitgliedern der Bundesversammlung, welche nicht in Berlin wohnen, die Übernachtungskosten von bis zu 149 Euro pro Nacht übernommen.
Mitglieder, welche ein Flugzeug zur Anreise nutzen, bekommen die Flugkosten in der Business-Class bezahlt. Bei Anreise per Bahn wird die 1. Klasse gezahlt. Ebenso werden alle Taxi- und/oder ÖPNV-Kosten im Zusammenhang mit der Bundesversammlung übernommen.

## Termin der Bundesversammlung
Die Bundesversammlung tritt spätestens 30 Tage vor Ablauf der Amtszeit des Bundespräsidenten zusammen (Art. 54 Abs. 4 Satz 1 GG), im Regelfall also alle fünf Jahre. 

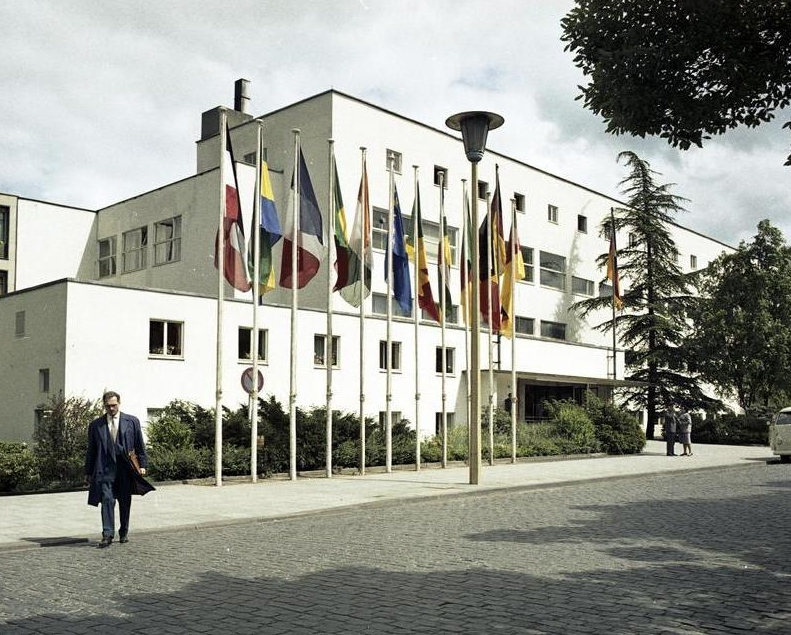
Bundeshaus in Bonn,
Tagungsort 1949

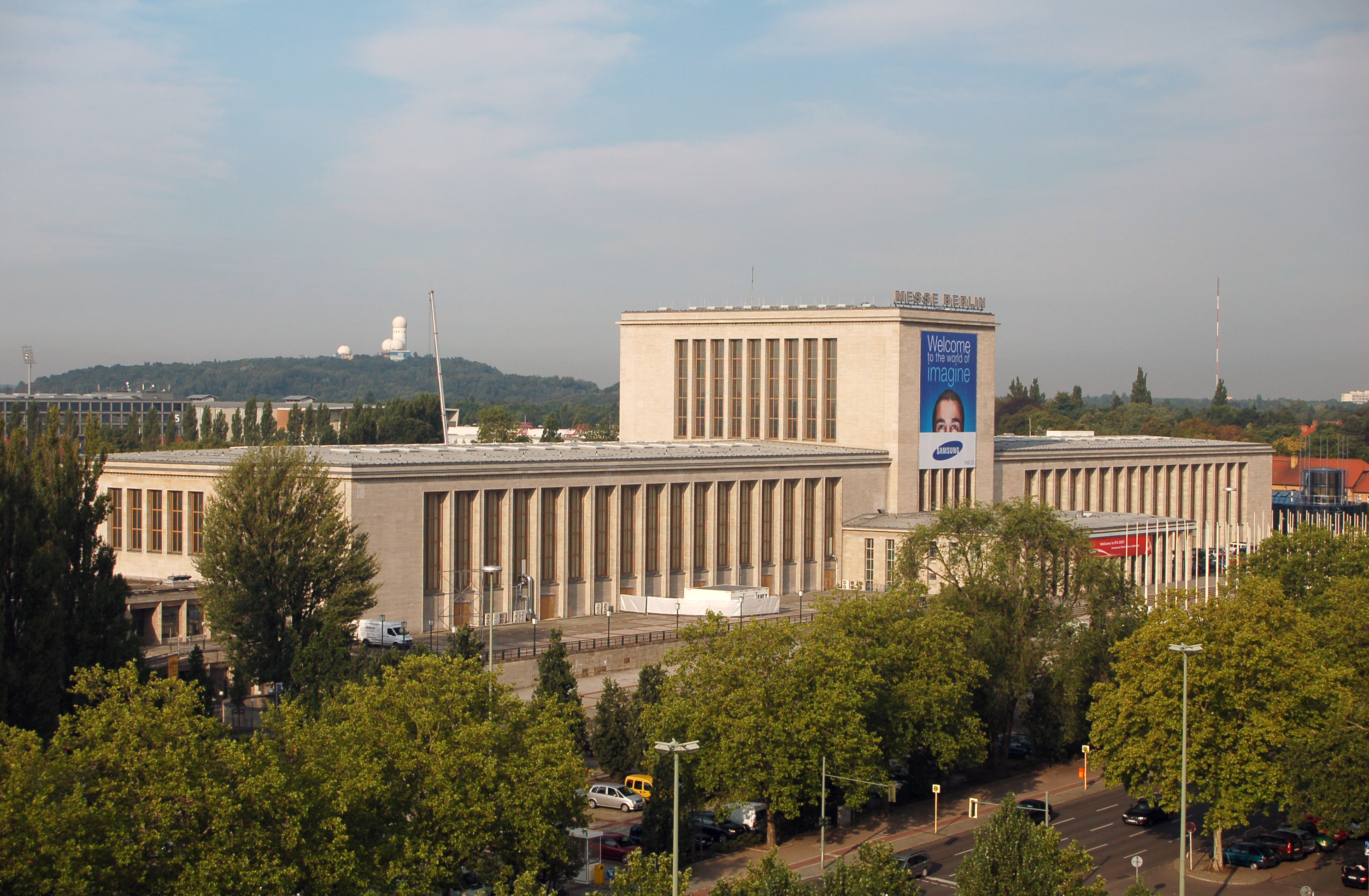
Ostpreußenhalle (linker Flügel) auf dem Berliner Messegelände, Tagungsort 1954–1969

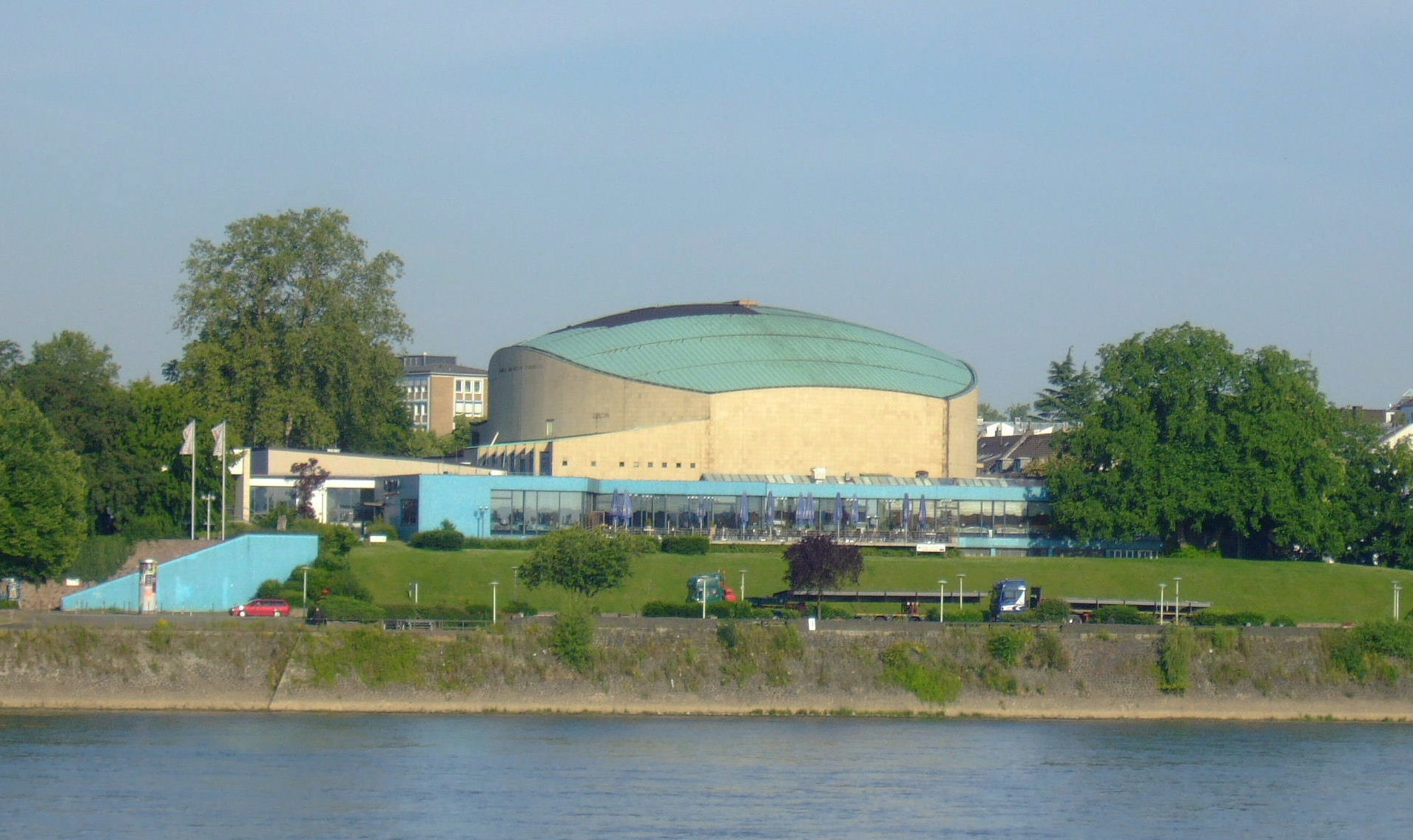
Beethovenhalle in Bonn,
Tagungsort 1974–1989

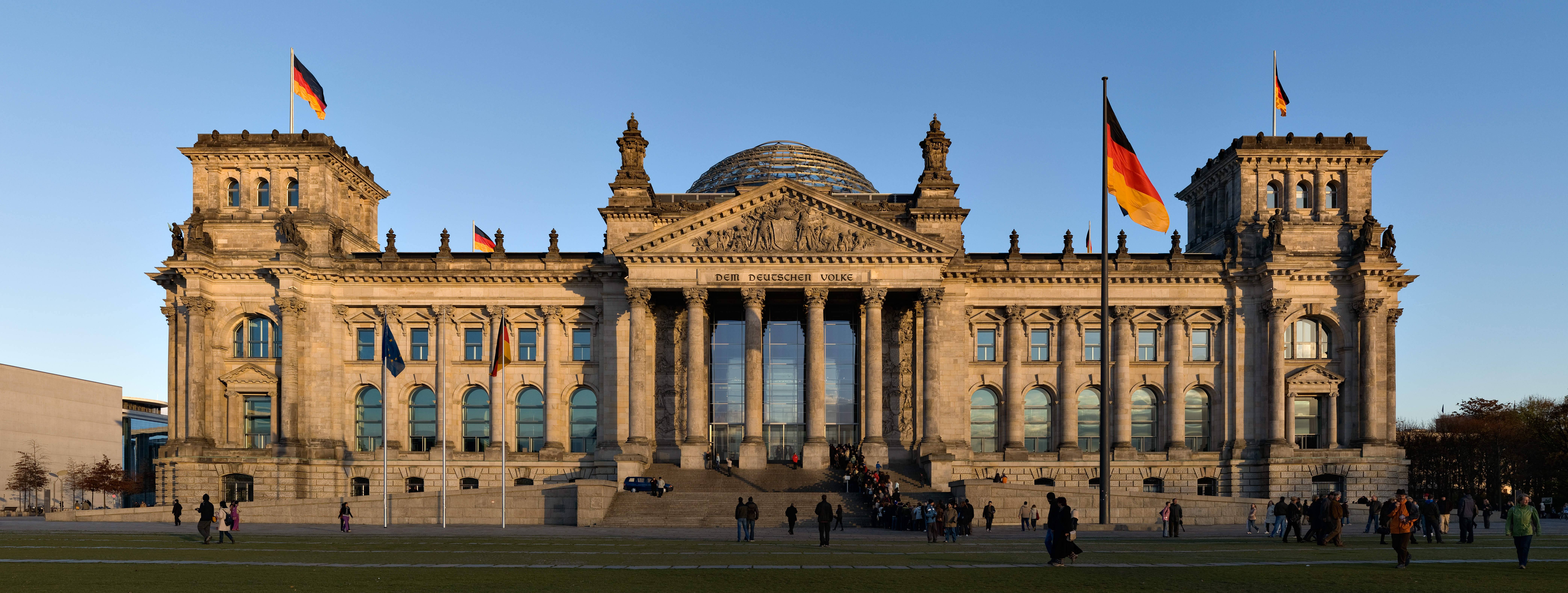
Reichstagsgebäude in Berlin,
Tagungsort 1994–2017

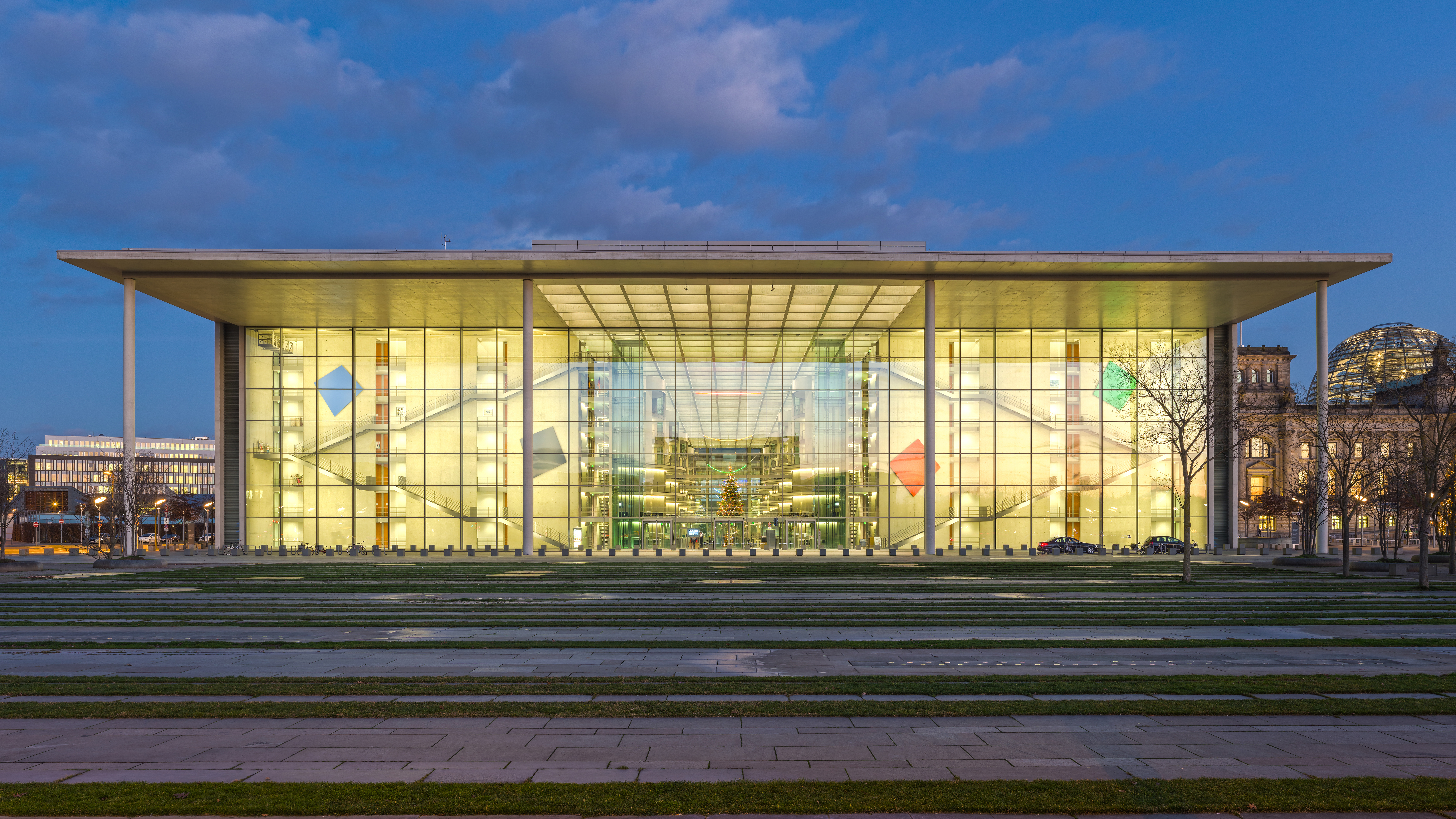
Paul-Löbe-Haus in Berlin,
Tagungsort 2022

Im Fall vorzeitiger Beendigung der Amtszeit des Bundespräsidenten tritt sie spätestens 30 Tage nach dem Zeitpunkt der Erledigung des Amtes zusammen. Der Präsident des Deutschen Bundestages beruft die Bundesversammlung ein. Er bestimmt dazu Ort und Zeit des Zusammentritts (§ 1 BPräsWahlG). Es entspricht parlamentarischem Brauch, die Stellvertreter des Bundestagspräsidenten, den Ältestenrat und die Vorsitzenden der Bundestagsfraktionen an der Entscheidung zu beteiligen.
Nachdem Bundespräsident Heinrich Lübke am 14. Oktober 1968 sein vorzeitiges Ausscheiden aus dem Amt zum Ablauf des 30. Juni 1969 angekündigt und dadurch den Beginn der Amtszeit seines Nachfolgers vom 13. September auf den 1. Juli vorgezogen hatte, fanden im Folgenden die 5. und 6. Bundesversammlungen im März und Mai statt. Beginnend im Jahr 1979 wurde der Wahltermin schließlich auf den 23. Mai festgesetzt, um gleichzeitig mit der Wahl des Bundespräsidenten den Jahrestag der Verkündung des Grundgesetzes zu begehen. Diese Praxis wurde bis zur 13. Bundesversammlung am 23. Mai 2009 beibehalten; danach machten die unmittelbar wirksamen Rücktrittserklärungen der beiden Bundespräsidenten Horst Köhler am 31. Mai 2010 und Christian Wulff am 17. Februar 2012 andere Wahltermine erforderlich.

## Tagungsort
Der Sitz der Bundesversammlung ist gesetzlich nicht festgelegt. Nach § 1 BPräsWahlG bestimmt der Präsident des Bundestages Ort und Zeit des Zusammentrittes.
Die 1. Bundesversammlung tagte in Bonn. Die 2. Bundesversammlung trat 1954 in Berlin zusammen. Neben dem Wunsch, die offene Berlin-Frage zu unterstreichen, war die Solidarität mit der Bevölkerung der DDR nach dem Volksaufstand des 17. Juni 1953 ein Grund für die Bestimmung von Berlin als Tagungsort. Ab 1959 wählten auch die Bundestagsabgeordneten aus Berlin (West) den Bundespräsidenten, obwohl sie im Deutschen Bundestag bis zur deutschen Wiedervereinigung nur eingeschränktes Stimmrecht besaßen. Die Sowjetunion protestierte gegen die Abhaltung der Bundesversammlungen in Berlin, da die Veranstaltung gegen den Viermächte-Status der Stadt verstoße.
Ungeachtet dessen tagte die Bundesversammlung bis 1969 weiter in der Ostpreußenhalle auf dem Messegelände unter dem Berliner Funkturm. Dabei kam es regelmäßig zu Protesten der Deutschen Demokratischen Republik. Während der 5. Bundesversammlung am 5. März 1969 ließ die Sowjetunion mehrere MiG-21-Jagdflugzeuge mit Überschallgeschwindigkeit über West-Berlin fliegen.
Nach dem Viermächteabkommen über Berlin tagte die Bundesversammlung von 1974 bis 1989 in der Beethovenhalle in Bonn. Seit der Wiedervereinigung werden die Bundesversammlungen wieder in Berlin abgehalten. Von 1994 bis 2017 fanden sie im Reichstagsgebäude statt, die Bundesversammlung 2022 wurde aufgrund der COVID-19-Pandemie und der dort besser einzuhaltenden Abstände im Paul-Löbe-Haus angesetzt.

## Ablauf der Wahl
Den Vorsitz der Bundesversammlung hat der Präsident des Deutschen Bundestages inne. Er übt das Hausrecht sowie die Polizei- und Ordnungsgewalt aus (§ 8 Satz 1 BPräsWahlG i. V. m. § 7 Abs. 2 Geschäftsordnung des Deutschen Bundestages). Die Bundesversammlung übernimmt die Geschäftsordnung des Deutschen Bundestags (§ 8 Satz 2 BPräsWahlG), die sinngemäß auf den Ablauf der Bundesversammlung angewendet wird.
Jedes Mitglied der Bundesversammlung darf Kandidaten für das Amt des Bundespräsidenten vorschlagen. In der Praxis einigen sich die in der Bundesversammlung vertretenen Parteien schon im Voraus auf bestimmte Bewerber. Wählbar ist jeder Deutsche, der das Wahlrecht zum Bundestag besitzt und das 40. Lebensjahr vollendet hat (Art. 54 Abs. 1 Satz 2 GG). Die Vorschläge nebst der schriftlichen Zustimmungserklärung des Vorgeschlagenen müssen beim Bundestagspräsidenten eingereicht werden. Sie werden vom Sitzungsvorstand auf ihre Gesetzmäßigkeit geprüft. Über die Abweisung eines Vorschlags muss die gesamte Bundesversammlung entscheiden. Kandidaten können auch noch vor den evtl. weiteren notwendigen Wahlgängen vorgeschlagen werden. Nicht vorgeschlagene Kandidaten dürfen nicht gewählt werden (§ 9 Abs. 1 und 2 BPräsWahlG). Nur in den Bundesversammlungen 1949 und 1954 gab es die Möglichkeit, den Namen einer Person, die zum Bundespräsidenten gewählt werden sollte, spontan während des laufenden Wahlgangs auf den Stimmzettel zu schreiben, ohne dass die vorgeschlagene Person ihre Bereitschaft erklärt hatte.
Die Bundesversammlung konstituiert sich mit Feststellung ihrer Beschlussfähigkeit, die gegeben ist, wenn mehr als die Hälfte der Mitglieder anwesend sind. Nach einer kurzen einleitenden Ansprache des Bundestagspräsidenten werden Schriftführer gewählt, wobei diese Aufgabe üblicherweise den Schriftführern des Deutschen Bundestages zukommt. Weiterhin wird über Anträge abgestimmt, sofern solche vorliegen. Eine Aussprache über eingereichte Anträge findet nicht statt.
Die Wahl des Bundespräsidenten erfolgt in geheimer Wahl ohne Aussprache. Dazu werden die Mitglieder in alphabetischer Reihenfolge einzeln zu den Wahlkabinen gerufen, wo sie den Stimmzettel ausfüllen und in die Wahlurnen einwerfen. Gewählt ist, wer die Stimmen der Mehrheit der Mitglieder erhält (absolute Mehrheit). Wird diese Mehrheit in den ersten beiden Wahlgängen verfehlt, ist derjenige gewählt, der in einem weiteren Wahlgang die meisten Stimmen auf sich vereinigt (relative Mehrheit), gemäß Art. 54 Abs. 6 GG.
Der Vorsitzende erklärt die Bundesversammlung für beendet, nachdem der Gewählte die Wahl angenommen und eine Ansprache an die Bundesversammlung gerichtet hat. Nur bei der 1. Bundesversammlung 1949 fand dieser Vorgang unmittelbar im Anschluss an die Bundesversammlung statt, da die Wahl des Bundespräsidenten im Bundeshaus stattfand, in dem sich auch die meisten Mitglieder des Bundesrates versammelt hatten.
|     | Datum          | Ort                        | Bundespräsident         | Partei    | Wahlgang | Stimmen       | Anteil |
| --- | -------------- | -------------------------- | ----------------------- | --------- | -------- | ------------- | ------ |
| 01. | 12. Sept. 1949 | Bonn – Bundeshaus          | Theodor Heuss           | FDP       | 2.       | 416 von 804   | 51,7 % |
| 02. | 17. Juli 1954  | Berlin – Ostpreußenhalle   | Theodor Heuss           | FDP       | 1.       | 871 von 1018  | 85,6 % |
| 03. | 1. Juli 1959   | Berlin – Ostpreußenhalle   | Heinrich Lübke          | CDU       | 2.       | 526 von 1038  | 50,7 % |
| 04. | 1. Juli 1964   | Berlin – Ostpreußenhalle   | Heinrich Lübke          | CDU       | 1.       | 710 von 1042  | 68,1 % |
| 05. | 5. März 1969   | Berlin – Ostpreußenhalle   | Gustav Heinemann        | SPD       | 3.       | 512 von 1036  | 49,4 % |
| 06. | 15. Mai 1974   | Bonn – Beethovenhalle      | Walter Scheel           | FDP       | 1.       | 530 von 1036  | 51,2 % |
| 07. | 23. Mai 1979   | Bonn – Beethovenhalle      | Karl Carstens           | CDU       | 1.       | 528 von 1036  | 51,0 % |
| 08. | 23. Mai 1984   | Bonn – Beethovenhalle      | Richard von Weizsäcker  | CDU       | 1.       | 832 von 1040  | 80,0 % |
| 09. | 23. Mai 1989   | Bonn – Beethovenhalle      | Richard von Weizsäcker  | CDU       | 1.       | 881 von 1038  | 84,9 % |
| 10. | 23. Mai 1994   | Berlin – Reichstagsgebäude | Roman Herzog            | CDU       | 3.       | 696 von 1324  | 52,6 % |
| 11. | 23. Mai 1999   | Berlin – Reichstagsgebäude | Johannes Rau            | SPD       | 2.       | 690 von 1333  | 51,7 % |
| 12. | 23. Mai 2004   | Berlin – Reichstagsgebäude | Horst Köhler            | CDU       | 1.       | 604 von 1204  | 50,1 % |
| 13. | 23. Mai 2009   | Berlin – Reichstagsgebäude | Horst Köhler            | CDU       | 1.       | 613 von 1224  | 50,1 % |
| 14. | 30. Juni 2010  | Berlin – Reichstagsgebäude | Christian Wulff         | CDU       | 3.       | 625 von 1242  | 50,3 % |
| 15. | 18. März 2012  | Berlin – Reichstagsgebäude | Joachim Gauck           | parteilos | 1.       | 991 von 1228  | 80,7 % |
| 16. | 12. Feb. 2017  | Berlin – Reichstagsgebäude | Frank-Walter Steinmeier | SPD       | 1.       | 931 von 1253  | 74,3 % |
| 17. | 13. Feb. 2022  | Berlin – Paul-Löbe-Haus    | Frank-Walter Steinmeier | SPD       | 1.       | 1045 von 1472 | 71,0 % |

## 1. Bundesversammlung (12. September 1949)
Die 1. Bundesversammlung fand am 12. September 1949 im Bundeshaus in Bonn statt. Ihr Präsident war Bundestagspräsident Erich Köhler.
Bei der Wahl wurde der FDP-Vorsitzende Theodor Heuss zum ersten Bundespräsidenten gewählt. Die Wahl war die Folge einer Koalitionsvereinbarung zwischen CDU/CSU und FDP, die die Wahl Heuss’ zum Bundespräsidenten und die Konrad Adenauers zum Bundeskanzler vorsah. Wegen der Mehrheit der Regierungskoalition aus CDU/CSU, FDP und DP wurden dem SPD-Vorsitzenden Kurt Schumacher kaum Chancen eingeräumt. Fünf weitere Kandidaten erhielten Stimmen, teilweise sogar, ohne ihre Kandidatur erklärt zu haben.
| Bonn, 12. September 1949 – Gesamtstimmenzahl 804 – absolute Mehrheit 403 | Bonn, 12. September 1949 – Gesamtstimmenzahl 804 – absolute Mehrheit 403 | Bonn, 12. September 1949 – Gesamtstimmenzahl 804 – absolute Mehrheit 403 | Bonn, 12. September 1949 – Gesamtstimmenzahl 804 – absolute Mehrheit 403 | Bonn, 12. September 1949 – Gesamtstimmenzahl 804 – absolute Mehrheit 403 |
| Wahlgang                                                                 | Kandidat                                                                 | Stimmenzahl                                                              | Anteil                                                                   | Partei                                                                   |
| ------------------------------------------------------------------------ | ------------------------------------------------------------------------ | ------------------------------------------------------------------------ | ------------------------------------------------------------------------ | ------------------------------------------------------------------------ |
| 1. Wahlgang                                                              | Theodor Heuss                                                            | 377                                                                      | 46,9 %                                                                   | FDP                                                                      |
| 1. Wahlgang                                                              | Kurt Schumacher                                                          | 311                                                                      | 38,7 %                                                                   | SPD                                                                      |
| 1. Wahlgang                                                              | Rudolf Amelunxen                                                         | 28                                                                       | 3,5 %                                                                    | Zentrum                                                                  |
| 1. Wahlgang                                                              | Hans Schlange-Schöningen                                                 | 6                                                                        | 0,7 %                                                                    | CDU                                                                      |
| 1. Wahlgang                                                              | Karl Arnold                                                              | 1                                                                        | 0,1 %                                                                    | CDU                                                                      |
| 1. Wahlgang                                                              | Josef Müller                                                             | 1                                                                        | 0,1 %                                                                    | CSU                                                                      |
| 1. Wahlgang                                                              | Alfred Loritz                                                            | 1                                                                        | 0,1 %                                                                    | WAV                                                                      |
| 2. Wahlgang                                                              | Theodor Heuss                                                            | 416                                                                      | 51,7 %                                                                   | FDP                                                                      |
| 2. Wahlgang                                                              | Kurt Schumacher                                                          | 312                                                                      | 38,8 %                                                                   | SPD                                                                      |
| 2. Wahlgang                                                              | Rudolf Amelunxen                                                         | 30                                                                       | 3,7 %                                                                    | Zentrum                                                                  |
| 2. Wahlgang                                                              | Hans Schlange-Schöningen                                                 | 2                                                                        | 0,2 %                                                                    | CDU                                                                      |
| Damit war Theodor Heuss zum Bundespräsidenten gewählt worden.            |                                                                          |                                                                          |                                                                          |                                                                          |

## 2. Bundesversammlung (17. Juli 1954)

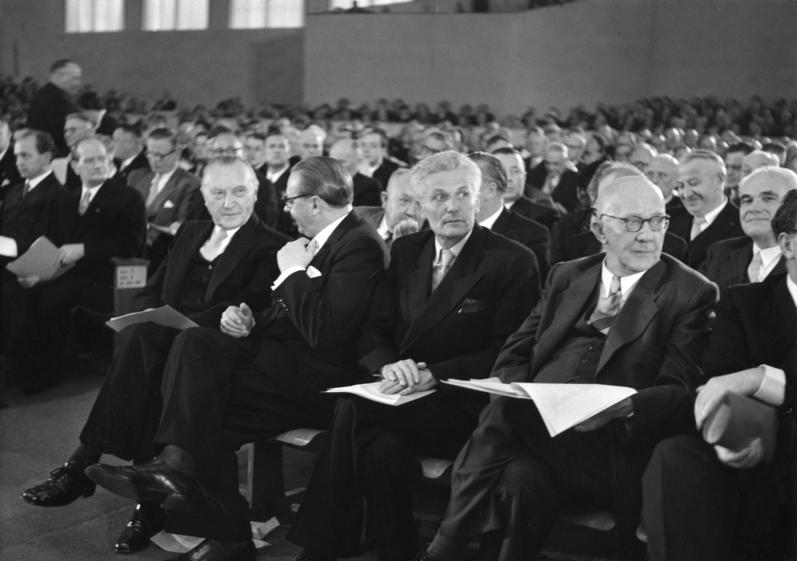
Die Bundesversammlung 1954

Die 2. Bundesversammlung fand am 17. Juli 1954 in der Ostpreußenhalle auf dem Berliner Messegelände statt. Ihr Präsident war Bundestagspräsident Hermann Ehlers.
Bundespräsident Theodor Heuss wurde mit 85,6 % wiedergewählt, einem in der Bundesversammlung nie wieder erreichten Stimmanteil. Er hatte sich in seiner ersten Amtszeit viel Respekt verschafft und wurde von CDU/CSU, SPD und seiner eigenen Partei, der FDP, unterstützt. Einziger Gegenkandidat war wider Willen der Soziologe Alfred Weber, der ungefragt von der KPD vorgeschlagen worden war. Sechs weitere Personen erhielten je eine Stimme, darunter der amtierende Bundeskanzler Konrad Adenauer. Damals bedurften Wahlvorschläge noch nicht der Zustimmung des Vorgeschlagenen und die Stimmabgabe war nicht auf vorliegende Wahlvorschläge beschränkt.
| Berlin, 17. Juli 1954 – Gesamtstimmenzahl 1.018 – absolute Mehrheit 510 | Berlin, 17. Juli 1954 – Gesamtstimmenzahl 1.018 – absolute Mehrheit 510 | Berlin, 17. Juli 1954 – Gesamtstimmenzahl 1.018 – absolute Mehrheit 510 | Berlin, 17. Juli 1954 – Gesamtstimmenzahl 1.018 – absolute Mehrheit 510 | Berlin, 17. Juli 1954 – Gesamtstimmenzahl 1.018 – absolute Mehrheit 510 |
| Wahlgang                                                                | Kandidat                                                                | Stimmenzahl                                                             | Anteil                                                                  | Partei                                                                  |
| ----------------------------------------------------------------------- | ----------------------------------------------------------------------- | ----------------------------------------------------------------------- | ----------------------------------------------------------------------- | ----------------------------------------------------------------------- |
| 1. Wahlgang                                                             | Theodor Heuss                                                           | 871                                                                     | 85,6 %                                                                  | FDP                                                                     |
| 1. Wahlgang                                                             | Alfred Weber                                                            | 12                                                                      | 1,2 %                                                                   | parteilos; Vorschlag KPD                                                |
| 1. Wahlgang                                                             | Konrad Adenauer                                                         | 1                                                                       | 0,1 %                                                                   | CDU                                                                     |
| 1. Wahlgang                                                             | Herzog Ernst August von Braunschweig                                    | 1                                                                       | 0,1 %                                                                   |                                                                         |
| 1. Wahlgang                                                             | Dönitz                                                                  | 1                                                                       | 0,1 %                                                                   |                                                                         |
| 1. Wahlgang                                                             | Prinz Louis Ferdinand von Hohenzollern                                  | 1                                                                       | 0,1 %                                                                   |                                                                         |
| 1. Wahlgang                                                             | Lüders                                                                  | 1                                                                       | 0,1 %                                                                   | FDP                                                                     |
| 1. Wahlgang                                                             | Wuermeling                                                              | 1                                                                       | 0,1 %                                                                   | CDU                                                                     |
| Damit war Theodor Heuss erneut zum Bundespräsidenten gewählt worden.    |                                                                         |                                                                         |                                                                         |                                                                         |

## 3. Bundesversammlung (1. Juli 1959)
Die 3. Bundesversammlung fand am 1. Juli 1959 in der Ostpreußenhalle in Berlin statt. Ihr Präsident war Bundestagspräsident Eugen Gerstenmaier. Erstmals hatten die Mitglieder des Landes Berlin volles Stimmrecht.
Bei der Wahl wurde der amtierende Bundesminister für Ernährung, Landwirtschaft und Forsten Heinrich Lübke zum Bundespräsidenten gewählt. Die Bestimmung eines aussichtsreichen Kandidaten auf Seiten der CDU/CSU war im Vorfeld der Wahl schwierig: Bundeskanzler Konrad Adenauer kündigte zunächst seine eigene Kandidatur an, zog diese dann doch wieder zurück, weil er sah, dass er als Bundespräsident weniger Einfluss als im Amt des Bundeskanzlers hätte, und weil er Ludwig Erhard als seinen Nachfolger im Amt des Bundeskanzlers verhindern wollte. Die von der SPD bzw. FDP aufgestellten Kandidaten Carlo Schmid und Max Becker amtierten beide zu der Zeit als Bundestagsvizepräsidenten.
| Berlin, 1. Juli 1959 – Gesamtstimmenzahl 1.038 – absolute Mehrheit 520 | Berlin, 1. Juli 1959 – Gesamtstimmenzahl 1.038 – absolute Mehrheit 520 | Berlin, 1. Juli 1959 – Gesamtstimmenzahl 1.038 – absolute Mehrheit 520 | Berlin, 1. Juli 1959 – Gesamtstimmenzahl 1.038 – absolute Mehrheit 520 | Berlin, 1. Juli 1959 – Gesamtstimmenzahl 1.038 – absolute Mehrheit 520 |
| Wahlgang                                                               | Kandidat                                                               | Stimmenzahl                                                            | Anteil                                                                 | Partei                                                                 |
| ---------------------------------------------------------------------- | ---------------------------------------------------------------------- | ---------------------------------------------------------------------- | ---------------------------------------------------------------------- | ---------------------------------------------------------------------- |
| 1. Wahlgang                                                            | Heinrich Lübke                                                         | 517 1                                                                  | 49,8 %                                                                 | CDU                                                                    |
| 1. Wahlgang                                                            | Carlo Schmid                                                           | 385                                                                    | 37,1 %                                                                 | SPD                                                                    |
| 1. Wahlgang                                                            | Max Becker                                                             | 104                                                                    | 10,0 %                                                                 | FDP                                                                    |
| 1. Wahlgang                                                            | Enthaltungen                                                           | 25                                                                     | 2,4 %                                                                  |                                                                        |
| 1. Wahlgang                                                            | Nicht abgegeben                                                        | 7                                                                      | 0,7 %                                                                  |                                                                        |
| 2. Wahlgang                                                            | Heinrich Lübke                                                         | 526                                                                    | 50,7 %                                                                 | CDU                                                                    |
| 2. Wahlgang                                                            | Carlo Schmid                                                           | 386                                                                    | 37,2 %                                                                 | SPD                                                                    |
| 2. Wahlgang                                                            | Max Becker                                                             | 99                                                                     | 9,5 %                                                                  | FDP                                                                    |
| 2. Wahlgang                                                            | Enthaltungen                                                           | 22                                                                     | 2,1 %                                                                  |                                                                        |
| 2. Wahlgang                                                            | Nicht abgegeben                                                        | 5                                                                      | 0,5 %                                                                  |                                                                        |
| Damit war Heinrich Lübke zum Bundespräsidenten gewählt worden.         |                                                                        |                                                                        |                                                                        |                                                                        |

## 4. Bundesversammlung (1. Juli 1964)
Die 4. Bundesversammlung fand am 1. Juli 1964 in der Ostpreußenhalle in Berlin statt. Ihr Präsident war Bundestagspräsident Eugen Gerstenmaier.
Bei der Wahl wurde Bundespräsident Heinrich Lübke wieder zum Bundespräsidenten gewählt. Die SPD verzichtete zu Gunsten Lübkes auf einen eigenen Kandidaten und ging damit quasi in Vorleistung für die Große Koalition, die 1966 schließlich zustande kam (Lübke war Befürworter einer solchen Koalition). Dennoch gab es 187 Enthaltungen, was als Zeichen dafür gewertet wurde, dass insbesondere viele Wahlleute der SPD diesem Ansinnen skeptisch gegenüberstanden.
| Berlin, 1. Juli 1964 – Gesamtstimmenzahl 1.042 – absolute Mehrheit 522 | Berlin, 1. Juli 1964 – Gesamtstimmenzahl 1.042 – absolute Mehrheit 522 | Berlin, 1. Juli 1964 – Gesamtstimmenzahl 1.042 – absolute Mehrheit 522 | Berlin, 1. Juli 1964 – Gesamtstimmenzahl 1.042 – absolute Mehrheit 522 | Berlin, 1. Juli 1964 – Gesamtstimmenzahl 1.042 – absolute Mehrheit 522 |
| Wahlgang                                                               | Kandidat                                                               | Stimmenzahl                                                            | Anteil                                                                 | Partei                                                                 |
| ---------------------------------------------------------------------- | ---------------------------------------------------------------------- | ---------------------------------------------------------------------- | ---------------------------------------------------------------------- | ---------------------------------------------------------------------- |
| 1. Wahlgang                                                            | Heinrich Lübke                                                         | 710                                                                    | 68,1 %                                                                 | CDU                                                                    |
| 1. Wahlgang                                                            | Ewald Bucher                                                           | 123                                                                    | 11,8 %                                                                 | FDP                                                                    |
| 1. Wahlgang                                                            | Enthaltungen                                                           | 187                                                                    | 17,9 %                                                                 |                                                                        |
| Damit war Heinrich Lübke wieder zum Bundespräsidenten gewählt worden.  |                                                                        |                                                                        |                                                                        |                                                                        |

## 5. Bundesversammlung (5. März 1969)
Die 5. Bundesversammlung fand am 5. März 1969 in der Ostpreußenhalle in Berlin statt. Ihr Präsident war Bundestagspräsident Kai-Uwe von Hassel.
Bei der Wahl wurde der amtierende Bundesminister der Justiz Gustav Heinemann zum Bundespräsidenten gewählt. Er kandidierte auf Vorschlag der SPD. Kurz vor der Wahl entschied sich die FDP dazu, ihn zu unterstützen, während die NPD erklärte, den CDU-Kandidaten Gerhard Schröder (amtierender Bundesminister der Verteidigung) zu wählen. Heinemann sprach nach seiner Wahl von einem „Stück Machtwechsel“; nach der Bundestagswahl im selben Jahr wurde tatsächlich eine sozialliberale Koalition aus SPD und FDP gebildet, die seit 1949 regierende CDU/CSU trat den Gang in die Opposition an.
Die Wahl Heinemanns war die knappste und die einzige, bei der der Bundespräsident nicht mit der Mehrheit der Mitglieder der Bundesversammlung gewählt wurde. Erst 25 Jahre später kam es wieder zu einem dritten Wahlgang, in dem Roman Herzog dann aber doch noch die absoluter Mehrheit erreichte (ebenso wie 2010 Christian Wulff).
| Berlin, 5. März 1969 – Gesamtstimmenzahl 1.036 – absolute Mehrheit 519 | Berlin, 5. März 1969 – Gesamtstimmenzahl 1.036 – absolute Mehrheit 519 | Berlin, 5. März 1969 – Gesamtstimmenzahl 1.036 – absolute Mehrheit 519 | Berlin, 5. März 1969 – Gesamtstimmenzahl 1.036 – absolute Mehrheit 519 | Berlin, 5. März 1969 – Gesamtstimmenzahl 1.036 – absolute Mehrheit 519 |
| Wahlgang                                                               | Kandidat                                                               | Stimmenzahl                                                            | Anteil                                                                 | Partei                                                                 |
| ---------------------------------------------------------------------- | ---------------------------------------------------------------------- | ---------------------------------------------------------------------- | ---------------------------------------------------------------------- | ---------------------------------------------------------------------- |
| 1. Wahlgang 2                                                          | Gustav Heinemann                                                       | 514                                                                    | 49,6 %                                                                 | SPD                                                                    |
| 1. Wahlgang 2                                                          | Gerhard Schröder                                                       | 501                                                                    | 48,4 %                                                                 | CDU                                                                    |
| 1. Wahlgang 2                                                          | Enthaltungen                                                           | 5                                                                      | 0,5 %                                                                  |                                                                        |
| 1. Wahlgang 2                                                          | Ungültige Stimmen                                                      | 3                                                                      | 0,3 %                                                                  |                                                                        |
| 1. Wahlgang 2                                                          | Nicht abgegeben                                                        | 13                                                                     | 1,3 %                                                                  |                                                                        |
| 2. Wahlgang                                                            | Gustav Heinemann                                                       | 511                                                                    | 49,3 %                                                                 | SPD                                                                    |
| 2. Wahlgang                                                            | Gerhard Schröder                                                       | 507                                                                    | 48,9 %                                                                 | CDU                                                                    |
| 2. Wahlgang                                                            | Enthaltungen                                                           | 5                                                                      | 0,5 %                                                                  |                                                                        |
| 2. Wahlgang                                                            | Nicht abgegeben                                                        | 13                                                                     | 1,3 %                                                                  |                                                                        |
| 3. Wahlgang                                                            | Gustav Heinemann                                                       | 512                                                                    | 49,4 %                                                                 | SPD                                                                    |
| 3. Wahlgang                                                            | Gerhard Schröder                                                       | 506                                                                    | 48,8 %                                                                 | CDU                                                                    |
| 3. Wahlgang                                                            | Enthaltungen                                                           | 5                                                                      | 0,5 %                                                                  |                                                                        |
| 3. Wahlgang                                                            | Nicht abgegeben                                                        | 13                                                                     | 1,3 %                                                                  |                                                                        |
| Damit war Gustav Heinemann zum Bundespräsidenten gewählt worden.       |                                                                        |                                                                        |                                                                        |                                                                        |

## 6. Bundesversammlung (15. Mai 1974)

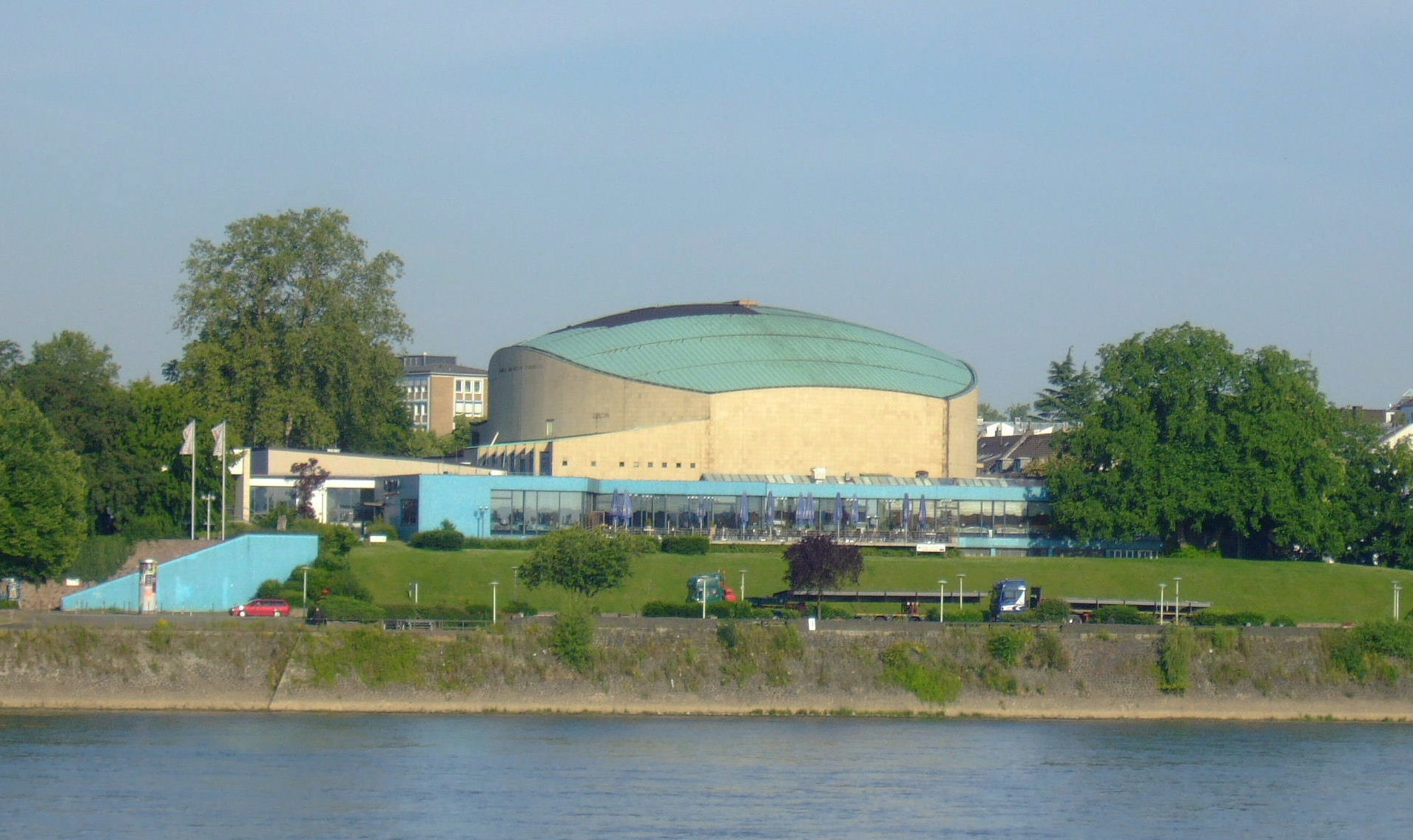
Beethovenhalle Bonn

Die 6. Bundesversammlung fand am 15. Mai 1974 in der Beethovenhalle in Bonn statt. Ihre Präsidentin war Bundestagspräsidentin Annemarie Renger.
Die Bundesversammlung wählte den stellvertretenden Bundeskanzler, Bundesminister der Auswärtigen und FDP-Vorsitzenden Walter Scheel zum vierten Bundespräsidenten der Bundesrepublik Deutschland. Scheel nahm zu diesem Zeitpunkt auch kommissarisch die Geschäfte des Bundeskanzlers wahr, da Bundeskanzler Willy Brandt am 6. Mai 1974 vom Amt zurückgetreten war und die sonst übliche Führung einer geschäftsführenden Bundesregierung unter seiner Leitung ablehnte. Bundespräsident Gustav Heinemann beauftragte Scheel daraufhin mit der Wahrnehmung der Amtsgeschäfte, bis Helmut Schmidt am 16. Mai 1974 vom Deutschen Bundestag zu Brandts Nachfolger gewählt wurde.
Bundespräsident Gustav Heinemann hatte auf eine zweite Amtszeit verzichtet. Über die Motive Scheels, Bundespräsident zu werden, schrieb die NZZ seinerzeit: „Seine Absicht, Bundespräsident zu werden, wurde häufig und von ihm unwidersprochen mit seinem Gesundheitszustand in Verbindung gebracht.“ Die NZZ konstatierte Scheels „begreiflichen Wunsch nach Entlastung von dem Doppelamt des FDP-Parteivorsitzenden“.
Scheel trat als gemeinsamer Kandidat von SPD und FDP an. Der unterlegene CDU-Kandidat Richard von Weizsäcker wurde seinerseits zehn Jahre später zum Bundespräsidenten gewählt.
Nach dem Viermächteabkommen über Berlin von 1971 fanden die Bundespräsidentenwahlen ab 1974 wieder in Bonn statt. Die Bundesversammlungen, die von 1954 bis 1969 in West-Berlin stattgefunden hatten, wurden von der Regierung der DDR als Affront angesehen. Die Regierung in Ost-Berlin argumentierte, der Bundespräsident als westdeutsches Staatsoberhaupt dürfe nicht in West-Berlin gewählt werden, da diese Stadt kein Land der Bundesrepublik Deutschland sei. Dass die Volkskammer der DDR in Ostberlin tagte, wurde dabei seitens der DDR-Führung nicht als vergleichbarer Verstoß gewertet, da der sowjetische Sektor von Berlin de facto von der DDR annektiert worden war und – anders als West-Berlin durch die BRD – von der DDR als gleichwertig zu anderen Bezirken der DDR betrachtet und behandelt wurde.
| Bonn, 15. Mai 1974 – Gesamtstimmenzahl 1.036 – absolute Mehrheit 519 | Bonn, 15. Mai 1974 – Gesamtstimmenzahl 1.036 – absolute Mehrheit 519 | Bonn, 15. Mai 1974 – Gesamtstimmenzahl 1.036 – absolute Mehrheit 519 | Bonn, 15. Mai 1974 – Gesamtstimmenzahl 1.036 – absolute Mehrheit 519 | Bonn, 15. Mai 1974 – Gesamtstimmenzahl 1.036 – absolute Mehrheit 519 |
| Wahlgang                                                             | Kandidat                                                             | Stimmenzahl                                                          | Anteil                                                               | Partei                                                               |
| -------------------------------------------------------------------- | -------------------------------------------------------------------- | -------------------------------------------------------------------- | -------------------------------------------------------------------- | -------------------------------------------------------------------- |
| 1. Wahlgang                                                          | Walter Scheel                                                        | 530                                                                  | 51,2 %                                                               | FDP                                                                  |
| 1. Wahlgang                                                          | Richard Freiherr von Weizsäcker                                      | 498                                                                  | 48,1 %                                                               | CDU                                                                  |
| 1. Wahlgang                                                          | Enthaltungen                                                         | 5                                                                    | 0,5 %                                                                |                                                                      |
| 1. Wahlgang                                                          | Nicht abgegeben                                                      | 3                                                                    | 0,3 %                                                                |                                                                      |
| Damit war Walter Scheel zum Bundespräsidenten gewählt worden.        |                                                                      |                                                                      |                                                                      |                                                                      |

## 7. Bundesversammlung (23. Mai 1979)
Die 7. Bundesversammlung fand am 23. Mai 1979 in der Beethovenhalle in Bonn statt. Der Präsident des Deutschen Bundestages Karl Carstens (CDU), der gemäß § 8 BPräsWahlG als Leiter der Bundesversammlung hätte amtieren sollen, kandidierte selbst für das Amt des Bundespräsidenten, wie auch seine Stellvertreterin Annemarie Renger (SPD). Daher übernahmen die weiteren Stellvertreter des Bundestagspräsidenten Richard Stücklen, Hermann Schmitt-Vockenhausen und Liselotte Funcke abwechselnd die Leitung der Bundesversammlung.
Mit Annemarie Renger kandidierte erstmals eine Frau. Gewählt wurde im ersten Wahlgang Karl Carstens, der im Nachgang der Bundesversammlung am 31. Mai 1979 sein Amt als Bundestagspräsident niederlegte; Richard Stücklen wurde zu seinem Nachfolger gewählt.
| Bonn, 23. Mai 1979 – Gesamtmitgliederzahl 1.036 – absolute Mehrheit 519 | Bonn, 23. Mai 1979 – Gesamtmitgliederzahl 1.036 – absolute Mehrheit 519 | Bonn, 23. Mai 1979 – Gesamtmitgliederzahl 1.036 – absolute Mehrheit 519 | Bonn, 23. Mai 1979 – Gesamtmitgliederzahl 1.036 – absolute Mehrheit 519 | Bonn, 23. Mai 1979 – Gesamtmitgliederzahl 1.036 – absolute Mehrheit 519 |
| Wahlgang                                                                | Kandidat                                                                | Stimmenzahl                                                             | Anteil                                                                  | Partei                                                                  |
| ----------------------------------------------------------------------- | ----------------------------------------------------------------------- | ----------------------------------------------------------------------- | ----------------------------------------------------------------------- | ----------------------------------------------------------------------- |
| 1. Wahlgang                                                             | Karl Carstens                                                           | 528                                                                     | 51,0 %                                                                  | CDU                                                                     |
| 1. Wahlgang                                                             | Annemarie Renger                                                        | 431                                                                     | 41,6 %                                                                  | SPD                                                                     |
| 1. Wahlgang                                                             | Enthaltungen                                                            | 72                                                                      | 6,9 %                                                                   |                                                                         |
| 1. Wahlgang                                                             | Ungültige Stimmen                                                       | 1                                                                       | 0,1 %                                                                   |                                                                         |
| 1. Wahlgang                                                             | Nicht abgegeben                                                         | 4                                                                       | 0,4 %                                                                   |                                                                         |
| Damit war Karl Carstens zum Bundespräsidenten gewählt worden.           |                                                                         |                                                                         |                                                                         |                                                                         |

## 8. Bundesversammlung (23. Mai 1984)
Die 8. Bundesversammlung fand am 23. Mai 1984 in der Beethovenhalle in Bonn statt. Ihr Präsident war Bundestagspräsident Rainer Barzel.
Bei der Wahl wurde der bisherige Regierende Bürgermeister von Berlin Richard von Weizsäcker zum Bundespräsidenten gewählt. Weizsäcker kandidierte zum zweiten Mal; 1974 war er noch Walter Scheel unterlegen. Weizsäcker war zudem der erste Bundespräsident, der bei seiner Erstwahl von beiden großen Volksparteien CDU/CSU und SPD unterstützt wurde.
Die 1983 erstmals in den Bundestag eingezogene Partei Die Grünen stellte mit der Schriftstellerin Luise Rinser eine eigene Kandidatin auf.
| Bonn, 23. Mai 1984 – Gesamtstimmenzahl 1.040 – absolute Mehrheit 521   | Bonn, 23. Mai 1984 – Gesamtstimmenzahl 1.040 – absolute Mehrheit 521 | Bonn, 23. Mai 1984 – Gesamtstimmenzahl 1.040 – absolute Mehrheit 521 | Bonn, 23. Mai 1984 – Gesamtstimmenzahl 1.040 – absolute Mehrheit 521 | Bonn, 23. Mai 1984 – Gesamtstimmenzahl 1.040 – absolute Mehrheit 521 |
| Wahlgang                                                               | Kandidat                                                             | Stimmenzahl                                                          | Anteil                                                               | Partei                                                               |
| ---------------------------------------------------------------------- | -------------------------------------------------------------------- | -------------------------------------------------------------------- | -------------------------------------------------------------------- | -------------------------------------------------------------------- |
| 1. Wahlgang                                                            | Richard Freiherr von Weizsäcker                                      | 832                                                                  | 80,0 %                                                               | CDU                                                                  |
| 1. Wahlgang                                                            | Luise Rinser                                                         | 68                                                                   | 6,5 %                                                                | parteilos; Vorschlag Die Grünen                                      |
| 1. Wahlgang                                                            | Enthaltungen                                                         | 117                                                                  | 11,3 %                                                               |                                                                      |
| 1. Wahlgang                                                            | Ungültige Stimmen                                                    | 11                                                                   | 1,1 %                                                                |                                                                      |
| 1. Wahlgang                                                            | Nicht abgegeben                                                      | 12                                                                   | 1,2 %                                                                |                                                                      |
| Damit war Richard von Weizsäcker zum Bundespräsidenten gewählt worden. |                                                                      |                                                                      |                                                                      |                                                                      |

## 9. Bundesversammlung (23. Mai 1989)
Die 9. Bundesversammlung fand am 23. Mai 1989 in der Beethovenhalle in Bonn statt. Ihre Präsidentin war Bundestagspräsidentin Rita Süssmuth.
Richard von Weizsäcker wurde für eine zweite Amtszeit als Bundespräsident gewählt. Er hatte sich mit seiner Amtsführung allseitigen Respekt erworben, sodass die anderen Parteien keine eigenen Kandidaten aufstellten. Zum ersten und einzigen Mal gab es daher einen einzigen Kandidaten bei einer Bundespräsidentenwahl.
| Bonn, 23. Mai 1989 – Gesamtstimmenzahl 1.038 – absolute Mehrheit 520          | Bonn, 23. Mai 1989 – Gesamtstimmenzahl 1.038 – absolute Mehrheit 520 | Bonn, 23. Mai 1989 – Gesamtstimmenzahl 1.038 – absolute Mehrheit 520 | Bonn, 23. Mai 1989 – Gesamtstimmenzahl 1.038 – absolute Mehrheit 520 | Bonn, 23. Mai 1989 – Gesamtstimmenzahl 1.038 – absolute Mehrheit 520 |
| Wahlgang                                                                      | Kandidat                                                             | Stimmenzahl                                                          | Anteil                                                               | Partei                                                               |
| ----------------------------------------------------------------------------- | -------------------------------------------------------------------- | -------------------------------------------------------------------- | -------------------------------------------------------------------- | -------------------------------------------------------------------- |
| 1. Wahlgang                                                                   | Richard Freiherr von Weizsäcker                                      | 881                                                                  | 84,9 %                                                               | CDU                                                                  |
| 1. Wahlgang                                                                   | Nein                                                                 | 108                                                                  | 10,4 %                                                               |                                                                      |
| 1. Wahlgang                                                                   | Enthaltungen                                                         | 30                                                                   | 2,9 %                                                                |                                                                      |
| 1. Wahlgang                                                                   | Ungültige Stimmen                                                    | 3                                                                    | 0,3 %                                                                |                                                                      |
| 1. Wahlgang                                                                   | Nicht abgegeben                                                      | 16                                                                   | 1,5 %                                                                |                                                                      |
| Damit war Richard von Weizsäcker wieder zum Bundespräsidenten gewählt worden. |                                                                      |                                                                      |                                                                      |                                                                      |

## 10. Bundesversammlung (23. Mai 1994)
Die 10. Bundesversammlung fand am 23. Mai 1994 im Reichstagsgebäude in Berlin statt. Ihre Präsidentin war Bundestagspräsidentin Rita Süssmuth. Nach einer durch das Viermächteabkommen entstandenen 25-jährigen Zwangspause wurde der Bundespräsident erstmals wieder in Berlin gewählt.
Der Präsident des Bundesverfassungsgerichtes Roman Herzog wurde im dritten Wahlgang zum neuen Bundespräsidenten gewählt. Der seit 1978 amtierende Ministerpräsident von Nordrhein-Westfalen und Kanzlerkandidat der SPD bei der Bundestagswahl 1987, Johannes Rau, konnte sich nicht durchsetzen, da mutmaßlich die meisten Wahlleute der FDP nach dem Rückzug ihrer Kandidatin Hildegard Hamm-Brücher für den Kandidaten ihrer Koalitionspartner CDU und CSU stimmten.
Jens Reich und der Publizist Hans Hirzel, während der Zeit des Nationalsozialismus Mitglied der Widerstandsorganisation Weiße Rose, galten von vorneherein als chancenlos.
| Berlin, 23. Mai 1994 – Gesamtstimmenzahl 1.324 – absolute Mehrheit 663 | Berlin, 23. Mai 1994 – Gesamtstimmenzahl 1.324 – absolute Mehrheit 663 | Berlin, 23. Mai 1994 – Gesamtstimmenzahl 1.324 – absolute Mehrheit 663 | Berlin, 23. Mai 1994 – Gesamtstimmenzahl 1.324 – absolute Mehrheit 663 | Berlin, 23. Mai 1994 – Gesamtstimmenzahl 1.324 – absolute Mehrheit 663 |
| Wahlgang                                                               | Kandidat                                                               | Stimmenzahl                                                            | Anteil                                                                 | Partei                                                                 |
| ---------------------------------------------------------------------- | ---------------------------------------------------------------------- | ---------------------------------------------------------------------- | ---------------------------------------------------------------------- | ---------------------------------------------------------------------- |
| 1. Wahlgang                                                            | Roman Herzog                                                           | 604                                                                    | 45,6 %                                                                 | CDU                                                                    |
| 1. Wahlgang                                                            | Johannes Rau                                                           | 505                                                                    | 38,1 %                                                                 | SPD                                                                    |
| 1. Wahlgang                                                            | Hildegard Hamm-Brücher                                                 | 132                                                                    | 10,0 %                                                                 | FDP                                                                    |
| 1. Wahlgang                                                            | Jens Reich                                                             | 62                                                                     | 4,7 %                                                                  | parteilos; Vorschlag Bündnis 90/Die Grünen                             |
| 1. Wahlgang                                                            | Hans Hirzel                                                            | 12                                                                     | 0,9 %                                                                  | parteilos; Vorschlag Die Republikaner                                  |
| 1. Wahlgang                                                            | Enthaltungen                                                           | 2                                                                      | 0,2 %                                                                  |                                                                        |
| 1. Wahlgang                                                            | Ungültige Stimmen                                                      | 2                                                                      | 0,2 %                                                                  |                                                                        |
| 1. Wahlgang                                                            | Nicht abgegeben                                                        | 5                                                                      | 0,4 %                                                                  |                                                                        |
| 2. Wahlgang                                                            | Roman Herzog                                                           | 622                                                                    | 47,0 %                                                                 | CDU                                                                    |
| 2. Wahlgang                                                            | Johannes Rau                                                           | 559                                                                    | 42,2 %                                                                 | SPD                                                                    |
| 2. Wahlgang                                                            | Hildegard Hamm-Brücher                                                 | 126                                                                    | 9,5 %                                                                  | FDP                                                                    |
| 2. Wahlgang                                                            | Hans Hirzel                                                            | 11                                                                     | 0,8 %                                                                  | parteilos; Vorschlag Die Republikaner                                  |
| 2. Wahlgang                                                            | Ungültige Stimmen                                                      | 1                                                                      | 0,1 %                                                                  |                                                                        |
| 2. Wahlgang                                                            | Nicht abgegeben                                                        | 5                                                                      | 0,4 %                                                                  |                                                                        |
| 3. Wahlgang                                                            | Roman Herzog                                                           | 696                                                                    | 52,6 %                                                                 | CDU                                                                    |
| 3. Wahlgang                                                            | Johannes Rau                                                           | 605                                                                    | 45,7 %                                                                 | SPD                                                                    |
| 3. Wahlgang                                                            | Hans Hirzel                                                            | 11                                                                     | 0,8 %                                                                  | parteilos; Vorschlag Die Republikaner                                  |
| 3. Wahlgang                                                            | Enthaltungen                                                           | 7                                                                      | 0,5 %                                                                  |                                                                        |
| 3. Wahlgang                                                            | Ungültige Stimmen                                                      | 1                                                                      | 0,1 %                                                                  |                                                                        |
| 3. Wahlgang                                                            | Nicht abgegeben                                                        | 4                                                                      | 0,3 %                                                                  |                                                                        |
| Damit war Roman Herzog zum Bundespräsidenten gewählt worden.           |                                                                        |                                                                        |                                                                        |                                                                        |

## 11. Bundesversammlung (23. Mai 1999)
Die 11. Bundesversammlung fand am 23. Mai 1999 im Reichstagsgebäude in Berlin statt. Ihr Präsident war Bundestagspräsident Wolfgang Thierse.
Die Wahl gewann der Bewerber der rot-grünen Regierungskoalition Johannes Rau, der zum zweiten Mal kandidierte. Raus Wahl galt als aussichtsreich, da SPD und Bündnis 90/Die Grünen nur sieben Stimmen zur Mehrheit in der Bundesversammlung fehlten. Den Ausschlag für die Wahl Raus im zweiten Wahlgang gab mutmaßlich die FDP, die auf einen eigenen Kandidaten verzichtete.
CDU und CSU stellten zum ersten Mal – 20 Jahre nach der SPD, die 1979 Annemarie Renger vorschlug – mit der parteilosen Professorin Dagmar Schipanski eine weibliche Kandidatin für das höchste Staatsamt auf. Die unterlegene Bewerberin trat wenige Monate später als Ministerin für Wissenschaft, Forschung und Kunst in die Thüringer Landesregierung ein; im Jahr 2000 wurde sie schließlich Mitglied der CDU.
Die Theologie-Professorin Uta Ranke-Heinemann, von der PDS zur Wahl vorgeschlagen, ist die Tochter des ehemaligen Bundespräsidenten Gustav Heinemann und die Tante von Johannes Raus Ehefrau Christina Rau.
| Berlin, 23. Mai 1999 – Gesamtstimmenzahl 1.333 – absolute Mehrheit 670 | Berlin, 23. Mai 1999 – Gesamtstimmenzahl 1.333 – absolute Mehrheit 670 | Berlin, 23. Mai 1999 – Gesamtstimmenzahl 1.333 – absolute Mehrheit 670 | Berlin, 23. Mai 1999 – Gesamtstimmenzahl 1.333 – absolute Mehrheit 670 | Berlin, 23. Mai 1999 – Gesamtstimmenzahl 1.333 – absolute Mehrheit 670 |
| Wahlgang                                                               | Kandidat                                                               | Stimmenzahl                                                            | Anteil                                                                 | Partei                                                                 |
| ---------------------------------------------------------------------- | ---------------------------------------------------------------------- | ---------------------------------------------------------------------- | ---------------------------------------------------------------------- | ---------------------------------------------------------------------- |
| 1. Wahlgang                                                            | Johannes Rau                                                           | 657                                                                    | 49,1 %                                                                 | SPD                                                                    |
| 1. Wahlgang                                                            | Dagmar Schipanski                                                      | 588                                                                    | 43,9 %                                                                 | parteilos; Vorschlag CDU                                               |
| 1. Wahlgang                                                            | Uta Ranke-Heinemann                                                    | 69                                                                     | 5,2 %                                                                  | parteilos; Vorschlag PDS                                               |
| 1. Wahlgang                                                            | Enthaltungen                                                           | 17                                                                     | 1,3 %                                                                  |                                                                        |
| 1. Wahlgang                                                            | Ungültige Stimmen                                                      | 2                                                                      | 0,2 %                                                                  |                                                                        |
| 2. Wahlgang                                                            | Johannes Rau                                                           | 690                                                                    | 51,6 %                                                                 | SPD                                                                    |
| 2. Wahlgang                                                            | Dagmar Schipanski                                                      | 572                                                                    | 42,8 %                                                                 | parteilos; Vorschlag CDU                                               |
| 2. Wahlgang                                                            | Uta Ranke-Heinemann                                                    | 62                                                                     | 4,6 %                                                                  | parteilos; Vorschlag PDS                                               |
| 2. Wahlgang                                                            | Enthaltungen                                                           | 8                                                                      | 0,6 %                                                                  |                                                                        |
| 2. Wahlgang                                                            | Ungültige Stimmen                                                      | 1                                                                      | 0,1 %                                                                  |                                                                        |
| Damit war Johannes Rau zum Bundespräsidenten gewählt worden.           |                                                                        |                                                                        |                                                                        |                                                                        |

## 12. Bundesversammlung (23. Mai 2004)
Die 12. Bundesversammlung fand am 23. Mai 2004 im Reichstagsgebäude in Berlin statt. Ihr Präsident war Bundestagspräsident Wolfgang Thierse.
Bei der Wahl 2004 traten der ehemalige Direktor des IWF, Horst Köhler (CDU), und die Präsidentin der Europa-Universität Viadrina in Frankfurt (Oder), Gesine Schwan (SPD), an. Die Art der Kandidatenauswahl von Union und FDP, die letztlich zur Nominierung Köhlers führte, wurde in der Öffentlichkeit vielfach als der Würde des Amtes nicht angemessen bezeichnet. Die CDU/CSU-Bundestagsfraktion konnte im Vorfeld in Teilen der CDU und der FDP den favorisierten Wolfgang Schäuble als Kandidaten nicht durchsetzen. Beide hatten eine Art Wahlkampf geführt, obwohl Köhler wegen der absoluten Mehrheit von CDU/CSU und FDP in der Bundesversammlung mit seiner Wahl rechnen konnte.
Die 604 Stimmen, die Horst Köhler erhielt, sind nur eine Stimme mehr als die absolute Mehrheit und damit deutlich weniger als im Vorfeld erwartet. Es gab neun Enthaltungen und zwei ungültige Stimmen. Daraus folgt, dass mindestens neun Mitglieder des CDU/CSU/FDP-Lagers für Schwan gestimmt haben (falls die Enthaltungen und ungültigen Stimmen allesamt von Mitgliedern dieses Lagers abgegeben wurden; andernfalls sogar noch mehr). Ein Mitglied aus den SPD-Reihen blieb aus Krankheitsgründen der Bundesversammlung fern. Die Anzahl der Sitze hatte sich zudem um einen vermindert, da die Bundestagsabgeordnete Anke Hartnagel (SPD) vor der Wahl starb und dieses Mandat nicht wiederbesetzt wurde, weil es ein Direktmandat in einem Land mit Überhangmandaten gewesen war.
In seiner Dankesrede erstrebte Köhler, dem Erbe Johannes Raus gerecht zu werden und sich als Mittler und Vertrauen schaffende Person einzuführen. Er würdigte die Einheit Deutschlands, zudem forderte er ein „Deutschland der Ideen“ und eine kinderfreundlichere Gesellschaft.
| Berlin, 23. Mai 2004 – Gesamtstimmenzahl 1204 – absolute Mehrheit 603 | Berlin, 23. Mai 2004 – Gesamtstimmenzahl 1204 – absolute Mehrheit 603 | Berlin, 23. Mai 2004 – Gesamtstimmenzahl 1204 – absolute Mehrheit 603 | Berlin, 23. Mai 2004 – Gesamtstimmenzahl 1204 – absolute Mehrheit 603 | Berlin, 23. Mai 2004 – Gesamtstimmenzahl 1204 – absolute Mehrheit 603 |
| Wahlgang                                                              | Kandidat                                                              | Stimmenzahl                                                           | Anteil                                                                | Partei                                                                |
| --------------------------------------------------------------------- | --------------------------------------------------------------------- | --------------------------------------------------------------------- | --------------------------------------------------------------------- | --------------------------------------------------------------------- |
| 1. Wahlgang                                                           | Horst Köhler                                                          | 604                                                                   | 50,1 %                                                                | CDU                                                                   |
| 1. Wahlgang                                                           | Gesine Schwan                                                         | 589                                                                   | 49,9 %                                                                | SPD                                                                   |
| Damit war Horst Köhler zum Bundespräsidenten gewählt worden.          |                                                                       |                                                                       |                                                                       |                                                                       |

## 13. Bundesversammlung (23. Mai 2009)
Die 13. Bundesversammlung fand am 23. Mai 2009 im Reichstagsgebäude in Berlin statt. Ihr Präsident war Bundestagspräsident Norbert Lammert. Der Bundesversammlung gehörten nach Stand vom 21. Mai 2008 die 612 Mitglieder des Deutschen Bundestages sowie 612 von den Landtagen gewählte Mitglieder an. Die Zahl der von den einzelnen Volksvertretungen der Länder jeweils zu wählenden Mitglieder hatte die Bundesregierung am 27. Januar 2009 festgestellt und im Bundesgesetzblatt vom 30. Januar 2009 bekannt gemacht.
Horst Köhler, der seit 2004 amtierende Bundespräsident, hatte wieder für das Amt kandidiert. Die SPD hatte ihre Kandidatin von 2004, Gesine Schwan, erneut nominiert. Die Linke stellte den Schauspieler Peter Sodann zur Wahl. NPD und DVU nominierten den rechtsextremen Liedermacher Frank Rennicke.
Die Bundesversammlung stimmte wie folgt ab:
| Berlin, 23. Mai 2009 – Gesamtstimmenzahl 1224* – absolute Mehrheit 613 | Berlin, 23. Mai 2009 – Gesamtstimmenzahl 1224* – absolute Mehrheit 613 | Berlin, 23. Mai 2009 – Gesamtstimmenzahl 1224* – absolute Mehrheit 613 | Berlin, 23. Mai 2009 – Gesamtstimmenzahl 1224* – absolute Mehrheit 613 | Berlin, 23. Mai 2009 – Gesamtstimmenzahl 1224* – absolute Mehrheit 613 | Berlin, 23. Mai 2009 – Gesamtstimmenzahl 1224* – absolute Mehrheit 613 |
| Wahlgang                                                               | Kandidat                                                               | Stimmenzahl                                                            | Anteil                                                                 | Parteizugehörigkeit                                                    | Unterstützer                                                           |
| ---------------------------------------------------------------------- | ---------------------------------------------------------------------- | ---------------------------------------------------------------------- | ---------------------------------------------------------------------- | ---------------------------------------------------------------------- | ---------------------------------------------------------------------- |
| 1. Wahlgang                                                            | Horst Köhler                                                           | 613                                                                    | 50,1 %                                                                 | CDU                                                                    | CDU, CSU, FDP, Freie Wähler                                            |
| 1. Wahlgang                                                            | Gesine Schwan                                                          | 503                                                                    | 41,1 %                                                                 | SPD                                                                    | SPD, Bündnis 90/Die Grünen, SSW                                        |
| 1. Wahlgang                                                            | Peter Sodann                                                           | 91                                                                     | 7,4 %                                                                  | parteilos                                                              | Die Linke                                                              |
| 1. Wahlgang                                                            | Frank Rennicke                                                         | 4                                                                      | 0,3 %                                                                  | NPD                                                                    | NPD, DVU                                                               |
| 1. Wahlgang                                                            | Enthaltungen                                                           | 10                                                                     | 0,8 %                                                                  |                                                                        |                                                                        |
| 1. Wahlgang                                                            | Ungültige Stimmen                                                      | 2                                                                      | 0,2 %                                                                  |                                                                        |                                                                        |
| Damit war Horst Köhler zum Bundespräsidenten wiedergewählt worden.     |                                                                        |                                                                        |                                                                        |                                                                        |                                                                        |

* Es entscheidet die absolute Mehrheit der Mitglieder. Während der Wahl waren allerdings nur 1223 Wahlberechtigte anwesend, da der Abgeordnete Wolfgang Gehrcke der Linken aus gesundheitlichen Gründen der Bundesversammlung fernbleiben musste.

## 14. Bundesversammlung (30. Juni 2010)
Auf Anordnung des Bundestagspräsidenten Norbert Lammert vom 1. Juni 2010 trat die Bundesversammlung am Mittwoch, 30. Juni 2010 im Reichstagsgebäude in Berlin zusammen.
Union und FDP nominierten den CDU-Ministerpräsidenten von Niedersachsen Christian Wulff als Kandidaten. SPD und B’90/Grüne verständigten sich auf den parteilosen Joachim Gauck.
Die Linke nominierte ihre Bundestagsabgeordnete Lukrezia Jochimsen (genannt Luc Jochimsen). Die NPD nominierte wie schon zur Wahl 2009 den rechtsextremistischen Liedermacher Frank Rennicke.
Obwohl CDU/CSU und FDP somit über 644 Mitglieder und damit über eine klare Mehrheit verfügten, kam es zu drei Wahlgängen. Die Ergebnisse lauteten im Einzelnen:
| Berlin, 30. Juni 2010 – Gesamtstimmenzahl 1244* – absolute Mehrheit 623 | Berlin, 30. Juni 2010 – Gesamtstimmenzahl 1244* – absolute Mehrheit 623 | Berlin, 30. Juni 2010 – Gesamtstimmenzahl 1244* – absolute Mehrheit 623 | Berlin, 30. Juni 2010 – Gesamtstimmenzahl 1244* – absolute Mehrheit 623 | Berlin, 30. Juni 2010 – Gesamtstimmenzahl 1244* – absolute Mehrheit 623 | Berlin, 30. Juni 2010 – Gesamtstimmenzahl 1244* – absolute Mehrheit 623 |
| Wahlgang                                                                | Kandidat                                                                | Stimmenzahl                                                             | Anteil                                                                  | Parteizugehörigkeit                                                     | Unterstützer                                                            |
| ----------------------------------------------------------------------- | ----------------------------------------------------------------------- | ----------------------------------------------------------------------- | ----------------------------------------------------------------------- | ----------------------------------------------------------------------- | ----------------------------------------------------------------------- |
| 1. Wahlgang                                                             | Christian Wulff                                                         | 600                                                                     | 48,2 %                                                                  | CDU                                                                     | CDU, CSU, FDP                                                           |
| 1. Wahlgang                                                             | Joachim Gauck                                                           | 499                                                                     | 40,1 %                                                                  | parteilos                                                               | SPD, Bündnis 90/Die Grünen, Freie Wähler, SSW                           |
| 1. Wahlgang                                                             | Lukrezia Jochimsen                                                      | 126                                                                     | 10,1 %                                                                  | Die Linke                                                               | Die Linke                                                               |
| 1. Wahlgang                                                             | Frank Rennicke                                                          | 3                                                                       | 0,2 %                                                                   | NPD                                                                     | NPD                                                                     |
| 1. Wahlgang                                                             | Enthaltungen                                                            | 13                                                                      | 1,0 %                                                                   |                                                                         |                                                                         |
| 1. Wahlgang                                                             | Ungültige Stimmen                                                       | 1                                                                       | 0,1 %                                                                   |                                                                         |                                                                         |
| 1. Wahlgang                                                             | Nicht anwesend                                                          | 2                                                                       | 0,2 %                                                                   |                                                                         |                                                                         |
| 2. Wahlgang                                                             | Christian Wulff                                                         | 615                                                                     | 49,4 %                                                                  | CDU                                                                     | CDU, CSU, FDP                                                           |
| 2. Wahlgang                                                             | Joachim Gauck                                                           | 490                                                                     | 39,4 %                                                                  | parteilos                                                               | SPD, Bündnis 90/Die Grünen, Freie Wähler, SSW                           |
| 2. Wahlgang                                                             | Lukrezia Jochimsen                                                      | 123                                                                     | 9,9 %                                                                   | Die Linke                                                               | Die Linke                                                               |
| 2. Wahlgang                                                             | Frank Rennicke                                                          | 3                                                                       | 0,2 %                                                                   | NPD                                                                     | NPD                                                                     |
| 2. Wahlgang                                                             | Enthaltungen                                                            | 7                                                                       | 0,6 %                                                                   |                                                                         |                                                                         |
| 2. Wahlgang                                                             | Ungültige Stimmen                                                       | 1                                                                       | 0,1 %                                                                   |                                                                         |                                                                         |
| 2. Wahlgang                                                             | Nicht anwesend                                                          | 5                                                                       | 0,4 %                                                                   |                                                                         |                                                                         |
| 3. Wahlgang                                                             | Christian Wulff                                                         | 625                                                                     | 50,2 %                                                                  | CDU                                                                     | CDU, CSU, FDP                                                           |
| 3. Wahlgang                                                             | Joachim Gauck                                                           | 494                                                                     | 39,7 %                                                                  | parteilos                                                               | SPD, Bündnis 90/Die Grünen, Freie Wähler, NPD, SSW                      |
| 3. Wahlgang                                                             | Enthaltungen                                                            | 121                                                                     | 9,7 %                                                                   |                                                                         |                                                                         |
| 3. Wahlgang                                                             | Ungültige Stimmen                                                       | 2                                                                       | 0,2 %                                                                   |                                                                         |                                                                         |
| 3. Wahlgang                                                             | Nicht anwesend                                                          | 2                                                                       | 0,2 %                                                                   |                                                                         |                                                                         |
| Damit war Christian Wulff zum Bundespräsidenten gewählt worden.         |                                                                         |                                                                         |                                                                         |                                                                         |                                                                         |

## 15. Bundesversammlung (18. März 2012)
Nach der vorzeitigen Beendigung der Amtszeit von Bundespräsident Wulff am 17. Februar 2012 berief Bundestagspräsident Norbert Lammert die 15. Bundesversammlung für Sonntag, den 18. März 2012 nach Berlin ein. Die Bundesversammlung trat im Reichstagsgebäude zusammen. Wie viele Mitglieder die Volksvertretungen der Bundesländer zur 15. Bundesversammlung zu wählen hatten, teilte die Bundesregierung im Bundesgesetzblatt mit.
Die Bundesversammlung setzte sich wie folgt zusammen:
| Partei                | Mitglieder gesamt | Mitglieder Bund | Mitglieder Länder | Anteil |
| --------------------- | ----------------- | --------------- | ----------------- | ------ |
| CDU/CSU               | 486               | 237             | 249               | 39,2 % |
| SPD                   | 331               | 146             | 185               | 26,7 % |
| Bündnis 90/Die Grünen | 147               | 068             | 079               | 11,9 % |
| FDP                   | 136               | 093             | 043               | 11,0 % |
| Die Linke             | 124               | 076             | 048               | 10,0 % |
| Freie Wähler          | 010               | 000             | 010               | 0,8 %  |
| NPD                   | 003               | 000             | 003               | 0,2 %  |
| Piratenpartei         | 002               | 000             | 002               | 0,2 %  |
| SSW                   | 001               | 000             | 001               | 0,1 %  |
| Summe                 | 1240              | 620             | 620               | 100 %  |

Das Ergebnis lautete:
| Wahlgang                                                      | Kandidat          | Stimmenzahl | Anteil (abgegebene Stimmen) | Unterstützer                                |
| ------------------------------------------------------------- | ----------------- | ----------- | --------------------------- | ------------------------------------------- |
| 1. Wahlgang                                                   | Joachim Gauck     | 991         | 80,4 %                      | CDU/CSU, SPD, Grüne, FDP, Freie Wähler, SSW |
| 1. Wahlgang                                                   | Beate Klarsfeld   | 126         | 10,2 %                      | Die Linke                                   |
| 1. Wahlgang                                                   | Olaf Rose         | 3           | 0,2 %                       | NPD                                         |
| 1. Wahlgang                                                   | Enthaltungen      | 108         | 8,8 %                       |                                             |
| 1. Wahlgang                                                   | Ungültige Stimmen | 4           | 0,3 %                       |                                             |
| Damit war Joachim Gauck zum Bundespräsidenten gewählt worden. |                   |             |                             |                                             |

## 16. Bundesversammlung (12. Februar 2017)
Die 16. Bundesversammlung fand am 12. Februar 2017 im Reichstagsgebäude in Berlin statt. Der Termin wurde im Dezember 2015 von Bundestagspräsident Norbert Lammert festgesetzt. Der Termin berücksichtigt, dass die Bundesversammlung gem. Art. 54 Abs. 4 GG spätestens 30 Tage vor Ablauf der Amtszeit des Bundespräsidenten zusammentreten muss. Die fünfjährige Amtszeit von Joachim Gauck hatte mit Annahme seiner Wahl am 18. März 2012 begonnen.
Frank-Walter Steinmeier wurde von der großen Koalition vorgeschlagen, so dass er als aussichtsreichster Kandidat in die Bundesversammlung ging.
| Wahlgang                                                                | Kandidat                | Stimmenzahl | Anteil | Unterstützer                                |
| ----------------------------------------------------------------------- | ----------------------- | ----------- | ------ | ------------------------------------------- |
| 1. Wahlgang                                                             | Frank-Walter Steinmeier | 931         | 74,3 % | SPD, CDU/CSU, Bündnis 90/Die Grünen und FDP |
| 1. Wahlgang                                                             | Christoph Butterwegge   | 128         | 10,2 % | Die Linke                                   |
| 1. Wahlgang                                                             | Albrecht Glaser         | 42          | 3,4 %  | AfD                                         |
| 1. Wahlgang                                                             | Alexander Hold          | 25          | 2,0 %  | Freie Wähler, BVB/FW                        |
| 1. Wahlgang                                                             | Engelbert Sonneborn     | 10          | 0,8 %  | Piratenpartei, Die PARTEI                   |
| 1. Wahlgang                                                             | Enthaltungen            | 103         | 8,2 %  |                                             |
| 1. Wahlgang                                                             | Ungültige Stimmen       | 14          | 1,1 %  |                                             |
| 1. Wahlgang                                                             | Abgegebene Stimmen      | 1253        | 100 %  |                                             |
| Damit war Frank-Walter Steinmeier zum Bundespräsidenten gewählt worden. |                         |             |        |                                             |

## 17. Bundesversammlung (13.Februar 2022)
Die 17. Bundesversammlung fand am 13. Februar 2022 im Paul-Löbe-Haus in Berlin statt. Ihre Präsidentin war Bundestagspräsidentin Bärbel Bas.
Sie setzte sich zusammen aus den 736 bei der Bundestagswahl 2021 gewählten Mitgliedern des Deutschen Bundestages und einer gleichen Anzahl von Delegierten, die durch die Landesparlamente entsandt worden waren.
Der amtierende Bundespräsident Frank-Walter Steinmeier, dessen erste Amtszeit am 18. März 2022 ablief, erklärte im Mai 2021 seine Bereitschaft zu einer erneuten Kandidatur. Zuvor wurden die Kandidaten zumeist durch die Parteien nominiert oder vorgeschlagen. Nach und nach sprachen sich SPD, FDP, Bündnis 90/Die Grünen sowie CDU und CSU für eine Wiederwahl aus. Als Gegenkandidaten wurden der parteilose Sozialmediziner Gerhard Trabert von der Partei Die Linke, Max Otte von der AfD und Stefanie Gebauer von den Freien Wählern nominiert.
| Wahlgang                                                                      | Kandidat                | Stimmenzahl | Anteil | Unterstützer                                     |
| ----------------------------------------------------------------------------- | ----------------------- | ----------- | ------ | ------------------------------------------------ |
| 1. Wahlgang                                                                   | Frank-Walter Steinmeier | 1045        | 72,7 % | SPD, CDU/CSU, Bündnis 90/Die Grünen, FDP und SSW |
| 1. Wahlgang                                                                   | Max Otte                | 140         | 9,7 %  | AfD                                              |
| 1. Wahlgang                                                                   | Gerhard Trabert         | 96          | 6,7 %  | Die Linke                                        |
| 1. Wahlgang                                                                   | Stefanie Gebauer        | 58          | 4,0 %  | Freie Wähler, BVB/FW                             |
| 1. Wahlgang                                                                   | Enthaltungen            | 86          | 6,0 %  |                                                  |
| 1. Wahlgang                                                                   | Ungültige Stimmen       | 12          | 0,8 %  |                                                  |
| 1. Wahlgang                                                                   | Abgegebene Stimmen      | 1437        | 100 %  |                                                  |
| Damit war Frank-Walter Steinmeier zum Bundespräsidenten wiedergewählt worden. |                         |             |        |                                                  |

## Kritik an der Wahl des Bundespräsidenten durch die Bundesversammlung
In der Weimarer Republik wurde der Reichspräsident unmittelbar vom Volk gewählt. Dagegen sieht das Grundgesetz die indirekte Wahl des Bundespräsidenten vor. Dieses Wahlverfahren führt im Vergleich mit der direkten Wahl zu einer nur mittelbaren demokratischen Legitimation des Gewählten. Diese Verringerung des Legitimationsniveaus ist Ausdruck der reduzierten Kompetenzen des Amtsinhabers: Der Bundespräsident verfügt über deutlich weniger Befugnisse als seinerzeit der Reichspräsident. 
ARD-Kommentator Klaus Sturm forderte 2010 eine Direktwahl, da nur sie ein überparteiliches Handeln des Bundespräsidenten ermögliche. Bei einer Umfrage im selben Jahr waren 62 % der Befragten für eine Direktwahl. Martin Morlok kritisierte 2009, dass die Kandidatenlisten vieler Landtage auf Fraktionen aufgeteilt werden, da dies eine Blockwahl bedeute.